# LLoyd Express
De LLoyd Express was een van de treinen die, door de Compagnie Internationale des Wagons-Lits, werd ingezet om voor rederijen passagiers naar de vertrekhaven te vervoeren. De LLoyd Express verzorgde de verbinding tussen Duitsland en de haven van Genua, waar de reis per boot voortgezet werd.

## Geschiedenis
De trein is op 14 oktober 1908 in gebruik genomen om Duitsers naar de haven van Genua te vervoeren. Daar was aansluiting op een stoomboot van de Norddeutscher Lloyd naar New York, Alexandrië of via het Suezkanaal naar Australië.

## Route en Dienstregeling
| HG    | land              | station             | km | GH    |
| ----- | ----------------- | ------------------- | -- | ----- |
| 13:03 | Duitse Keizerrijk | Altona              |    | 17:50 |
| 13:21 | Duitse Keizerrijk | Hamburg             |    | 17:29 |
| 14:58 | Duitse Keizerrijk | Bremen              |    | 15:50 |
| 18:52 | Duitse Keizerrijk | Essen               |    | 12:07 |
| 19:34 | Duitse Keizerrijk | Duisburg            |    | 11:41 |
| 19:55 | Duitse Keizerrijk | Düsseldorf          |    | 11:26 |
| 20:30 | Duitse Keizerrijk | Keulen              |    | 10:25 |
| 23:31 | Duitse Keizerrijk | Wiesbaden           |    | 07:22 |
| 23:45 | Duitse Keizerrijk | Mainz               |    | 07:06 |
| 00:56 | Duitse Keizerrijk | Ludwigshafen        |    | 06:02 |
| 02:52 | Duitse Keizerrijk | Strassburg          |    | 03:32 |
| 04:25 | Duitse Keizerrijk | Mülhausen im Elsass |    | 02:05 |
| 05:13 | Zwitserland       | Basel SBB           |    | 01:15 |
| 07:00 | Zwitserland       | Luzern              |    | 23:00 |
| 11:08 | Zwitserland       | Lugano              |    | 18:45 |
| 12:45 | Italië            | Milano              |    | 17:00 |
| 16:10 | Italië            | Genova              |    | 13:45 |

## Riviera
Op 1 december 1911 is de treindienst uitgebreid met doorgaande rijtuigen uit diverse richtingen aan de noordzijde van de Alpen. Aan de zuidzijde kwamen er naast Genua diverse bestemmingen aan de Riviera bij zodat de trein voortaan reed als LLoyd en Riviera Express

## Rollend materieel

### Rijtuigen
De trein bestond uit slaaprijtuigen, een restauratierijtuig en een bagagewagen.